# مطورة (المزيونة)
مطورة منطقة سكنية تقع في ولاية المزيونة، التابعة لمحافظة ظفار في سلطنة عمان. يقدر عدد سكانها بـ 165 نسمة حسب إحصاء عام 2010 التابع للمركز الوطني للإحصاء والمعلومات الحكومي. رمز المنطقة هو 20732471.

## الوصلات الخارجية
- المركز الوطني للإحصاء والمعلومات، سلطنة عمان